# 엘키현
엘키현(스페인어: Provincia de Elqui)은 칠레 코킴보 주를 구성하는 3개의 현 가운데 하나로 현도는 코킴보이며 면적은 16,895.1km2, 인구는 442,999명(2012년 기준), 인구 밀도는 26명/km2이다.

## 같이 보기
- 엘키강